# Бегинаж (Амстердам)
Бегинаж в Амстердаме — один из старейших закрытых дворов Амстердама. В настоящее время здесь также находится англиканская церковь.

## История
Бегинаж является единственным закрытым двором Амстердама, появившимся в Средние века. Он находится внутри Сингела — первого кругового канала. Уровень земли в бегинаже средневековый, то есть на метр ниже, чем в окружающем его старом городе.
Точную дату появления бегинажа установить не удается. В 1346 году бегинки занимали только один дом, упоминающийся в документах того времени как beghynhuys. Двор в целом впервые упомянут в 1389, возможно, в связи с ростом религиозного значения города после явления чуда 15 марта 1345 года.
Изначально бегинаж был полностью окружён водой и имел единственный вход с переулка Бегинок (нидерл. Begijnensteeg) через мост. Другой вход, с площади Спёй, появился только в XIX веке.

## Архитектура
Бегинаж отличается от других дворов Амстердама тем, что не был основан частными лицами. Бегинки вели монашеский образ жизни, но пользовались большей свободой по сравнению с монахинями. Хотя они принимали на себя обеты, у них оставалось право покинуть общину в любое время, в том числе при вступлении в брак.

### Высокие амстердамские дома
Дома в бегинаже высокие, что характерно для Амстердама и одновременно обеспечивает относительную уединённость двора. Это единственный двор, дома в котором носят название самого бегинажа. В отличие от других дворов, дома не формируют ряды из примыкающих друг к другу строений, а представляют собой 47 отдельных зданий, каждое со своей индивидуальностью. Большинство фасадов относится к XVII и XVIII векам, но сами здания более ранней постройки. 18 из них до сих пор демонстрируют готическую каркасную технологию.

### Деревянный дом

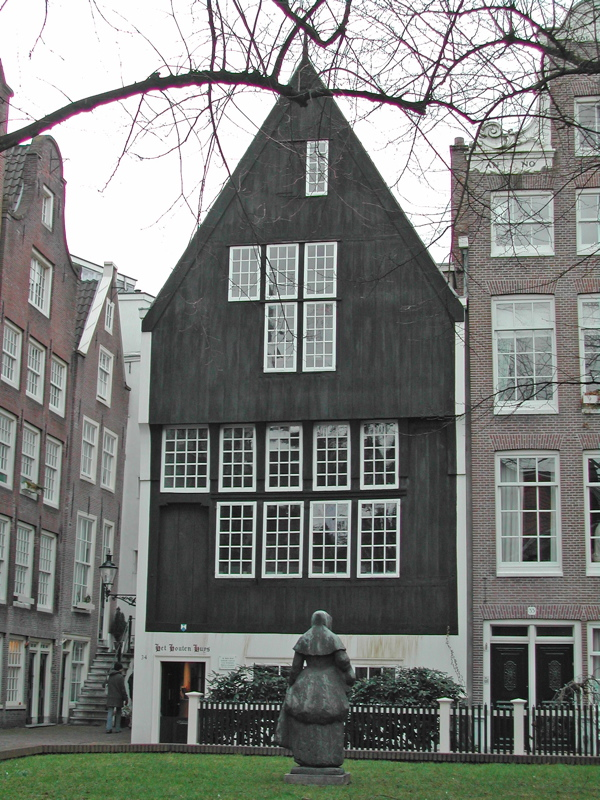
Деревянный дом

Древний восстановленный деревянный дом (нидерл. Houten Huys, Begijnhof 34, на фото) известен как один из двух сохранившихся в Амстердаме деревянных домов (второй расположен по адресу Zeedijk 1, также не учтены деревянные дома в присоединённых к городу деревнях). Дом построен примерно в 1528 году и является старейшим деревянным домом в Амстердаме.
В бегинаже две зелёные лужайки по обеим сторонам от церкви.

### Ворота
Старые ворота бегинажа, восстановленные в 1907, были построены в 1574 году. Изображения на воротах посвящены Святой Урсуле, покровительнице амстердамских бегинок. Ворота с площади Спёй, построенные около 1725 года, были заменены на сегодняшнее здание в XIX веке. Изображения католических святых встречаются воротах и многих других зданиях бегинажа.